# Håvard Jørgensen
Håvard Jørgensen (4 ottobre 1999) è un lottatore norvegese, specializzato nella lotta greco-romana.

## Biografia
Si è laureato campione nordico per due volte: a Kristiansund 2019 e Herning 2021, rispettivamente nelle categorie dei 67 e 72 kg.
Agli europei di Zagabria 2023 è stato estromesso ai quarti di finale del tabellone principale dei 67 kg dall'azero Hasrat Jafarov, poi risultato vincitore del torneo, dopo aver battuto il serbo Sebastian Nađ ai sedicesimi e il tedesco Witalis Lazovski agli ottavi. Ai ripescaggi ha superato prima il portoghese Pedro Caldas e poi il turco Murat Fırat nella finalina per la medaglia di bronzo.
Ai mondiali di Belgrado 2023 ha sconfitto ai sedicesimi l'indiano Ankit Gulia, in gara come indipendente sotto la bandiera dell'UWW, data la squalifica comminata alla federazione indiana, ed è stato eliminato agli ottavi dopo aver perso contro l'azero Ulvu Ganizade.

## Palmarès
| Anno | Manifestazione     | Sede         | Evento | Risultato | Note |
| ---- | ------------------ | ------------ | ------ | --------- | ---- |
| 2019 | Europei            | Bucarest     | 67 kg  | 14º       |      |
| 2019 | Campionati nordici | Kristiansund | 67 kg  | Oro       |      |
| 2019 | Giochi europei     | Minsk        | 67 kg  | 7º        |      |
| 2021 | Campionati nordici | Herning      | 72 kg  | Oro       |      |
| 2021 | Mondiali           | Oslo         | 72 kg  | 10º       |      |
| 2022 | Europei U23        | Plovdiv      | 72 kg  | 5º        |      |
| 2022 | Europei            | Budapest     | 72 kg  | 12º       |      |
| 2022 | Mondiali U23       | Pontevedra   | 67 kg  | 15º       |      |
| 2023 | Europei            | Zagabria     | 67 kg  | Bronzo    |      |
| 2023 | Mondiali           | Belgrado     | 72 kg  | 13º       |      |